# Atlanti-parti Esőerdő Rezervátum
Az Atlanti-parti Esőerdő Rezervátum (portugálul Mata Atlântica) az Atlanti-óceán brazil partjain fekszik, s az északon fekvő Rio Grande do Norte állam területéről lenyúlik a déli Rio Grande do Sul állam területére. A régióban trópusi és szubtrópusi nedves erdők, trópusi szárazerdők, trópusi szavannák és mangroveerdők terjeszkednek el. Brazília északkeleti részén mindössze egy vékony, legfeljebb 55 kilométer széles parti csík, viszont délen mintegy 300 kilométer szélesen nyúlik a szárazföld belsejébe.
A régió számos erdőtípust foglal magába:
- A parti alacsony erdők (restinga), amelyek a mozdulatlan parti dűnéken nőnek.
- A parti erdők, más néven az Atlanti-parti nedves erdők, örökzöld trópusi esőerdők négyszintes erdőszerkezettel.
- A szárazföld belseje felé a belső erdők, vagy az Atlanti-parti félig lombhullató erdők, ahol sok fa hullajtja el a leveleit a száraz évszak folyamán.
- Tovább a szárazföld belsejében következnek az Atlanti-parti szárazerdők, amelyek átmenetet  formálnak az északkeletre fekvő száraz caatinga és a keletre fekvő úgynevezett cerrado szavannák felé.
- Montán (hegyvidéki) nedves erdők előfordulnak Serra do Marban  és  Brazília déli hegységeiben és fennsíkjain, itt élnek az araukária-fenyők, a babér- (Lauraceae) és mirtuszfélék (Myrtaceae) örökzöld fái.
- A legmagasabb területeken bozótos montán szavannák fordulnak elő.

Az Atlanti-parti esőerdő szokatlan abból a szempontból, hogy valódi trópusi esőerdő a déli szélesség 24° felett. Oka, hogy a passzátszelek csapadékot hoznak a déli tél egész ideje alatt. Északkelet-Brazíliából az  Zona da Mata északi részei  sokkal több csapadékot kapnak május és augusztus között, mint a déli részek a nyár folyamán .
Ötszáz évvel ezelőtt Brazília Atlanti-parti erdői megközelítőleg 330 millió holdat foglaltak el. Az esőerdőket a gyarmati idők óta széleskörűen irtották, főként a cukornádtermesztés és a városok terjeszkedése miatt, így napjainkra az erdők 92%-a eltűnt, az eredeti növényzet különböző, magasan fekvő maradványszigeteken található. Ennek ellenére az erdők megőrzése rendkívüli jelentőségű. Bár területük az amazóniai esőerdők méretének töredéke, az Atlanti-parti erdők biológiai változatossága hasonló.
Az Atlanti-parti Esőerdő Rezervátum egyike a világ bioszféra-rezervátumainak. Az erdőkben a madarak, emlősök, hüllők és kétéltűek közel 2200 faját azonosították – ez a Föld gerinceseinek 5%-a. Ez magába foglal 200 olyan madárfajt, amely sehol máshol nem él. A Brazíliában található veszélyeztetett állatfajok 60%-a ezekben az erdőkben él. Brazíliában található a legváltozatosabb főemlőspopuláció 77 fajjal és alfajjal, ezekből 26 faj megtalálható az Atlanti-parti erdőkben, s 21 faj csak itt él. Az erdők legismertebb állatai a selyemmajmok, az arany oroszlánmajmocska, a gyapjas pókmajom, a vörösfarkú amazon, és a galléros lajhár.
Az erdőkben él a Föld növényfajainak 8%-a, 20.000 növényfaj. Az 1990-es években New York-i kutatók 2,5 holdnyi területen 458 fafajt azonosítottak – ez a duplája az Egyesült Államok keleti partjain található fafajoknak. Az erdők szerkezete többszintes, s rendkívül dús növényzetet rejtenek, amelynek jellemzője a harasztok, mohafélék és epifiták (liánok, orchideák, broméliák) nagy változatossága.

## Régiók
Trópusi és szubtrópusi nedves erdők
- Araucaria esőerdők
- Atlanti-parti alacsony erdők (restingas)
- Bahia parti erdők
- Bahia belső erdők
- Caatinga és esőerdők
- Paraná-Paraíba belső erdők
- Pernambuco parti erdők
- Pernambuco belső erdők
- Serra do Mar parti erdők

Trópusi és szubtrópusi szárazerdők
- Atlanti szárazerdők

Trópusi és szubtrópusi puszták, szavannák és  bokros területek
- Campos Rupestres montán (hegyvidéki) szavanna

Mangroveerdők
- Bahia mangroveerdő
- Ilha Grande mangroveerdő
- Rio Piranhas mangroveerdő
- Rio São Francisco mangroveerdő